# Шульте, Фрэнсис Байбл
Фрэнсис Байбл Шульте (англ. Francis Bible Schulte;  23 декабря 1926, Филадельфия, штат Пенсильвания, США — 17 января 2016, там же) —  прелат Римско-католической церкви, 4-й титулярный епископ Афуфении, 6-й епископ Уилинг-Чарлстона, 12-й архиепископ Нового Орлеана.

## Биография
Родился в Филадельфии, в штате Пенсильвания 23 декабря 1927 года. После обучения в Норвудской академии и подготовительной школе святого Иосифа поступил в семинарию святого Карла Борромео в Овербруке. Защитил степень магистра политологии в Пенсильванском университете и продолжил обучение в Высшей педагогической школе Гарвардского университета.
10 мая 1952 года был рукоположен в священники и назначен главным куратором всех католических школ в Филадельфии. С 1960 по 1970 год занимал место помощника, а с 1970 по 1980 год — руководителя отдела по католическому образованию во всей Филадельфийской архиепархии, отвечая за работу более 300 образовательных учреждений с почти 200 000 учеников. Во время служения на месте помощника руководителя, он был назначен Папой Павлом VI папским капелланом с титулом монсеньора. В 1980 году был поставлен настоятелем церкви святой Маргариты в Нарберте. 12 августа 1981 года был возведен в титулярные епископы Афуфении и назначен коадъютором и генеральным викарием Филадельфийской архиепархии. Хиротония состоялась в Филадельфии 12 августа того же года; основным консекратором был архиепископ Джон Джозеф Крол, которому сослужили епископы Джон Джозеф Грэхэм и Мартин Николас Ломуллер.
4 июня 1985 года был назначен Папой Иоанном Павлом II шестым епископом Уилинг-Чарльстона в Западной Виргинии. На кафедру взошел 31 июля того же года. Но уже 13 декабря 1988 года тот же Папа назначил его двенадцатым архиепископом Нового Орлеана и главой новоорлеанской церковной провинции. 14 февраля 1989 года в соборе святого Людовика Фрэнсис Байбл Шульте взошёл на кафедру в присутствии 4 кардиналов, 14 архиепископов и 59 епископов. Это было самое многочисленное архиерейское собрание в истории католической церкви в Новом Орлеане.
Архиепископ входил в состав совета попечителей Католического университета Америки и совета директоров Католической службы помощи. В конференции католических епископов США он возглавлял комитет по образованию и курировал вопросы связанные со светским и духовным католическим образованием в США. Фрэнсис Байбл Шульте является почётным доктором семи высших учебных заведений. С 3 января 2002 года находится на покое. Скончался 17 января 2016 года в Филадельфии, в которую он переехал из Нового Орлеана после урагана Катрина.